# EN1-ST01
La route EN1-ST01 est une route reliant Praia à Tarrafal  dans l'île de Santiago au Cap-Vert.

## Présentation
La route s'étend de la capitale Praia au sud jusqu'à Tarrafal au nord, en passant par l'intérieur montagneux de l'île. 
Elle mesure 61 km de long.

## Tracé

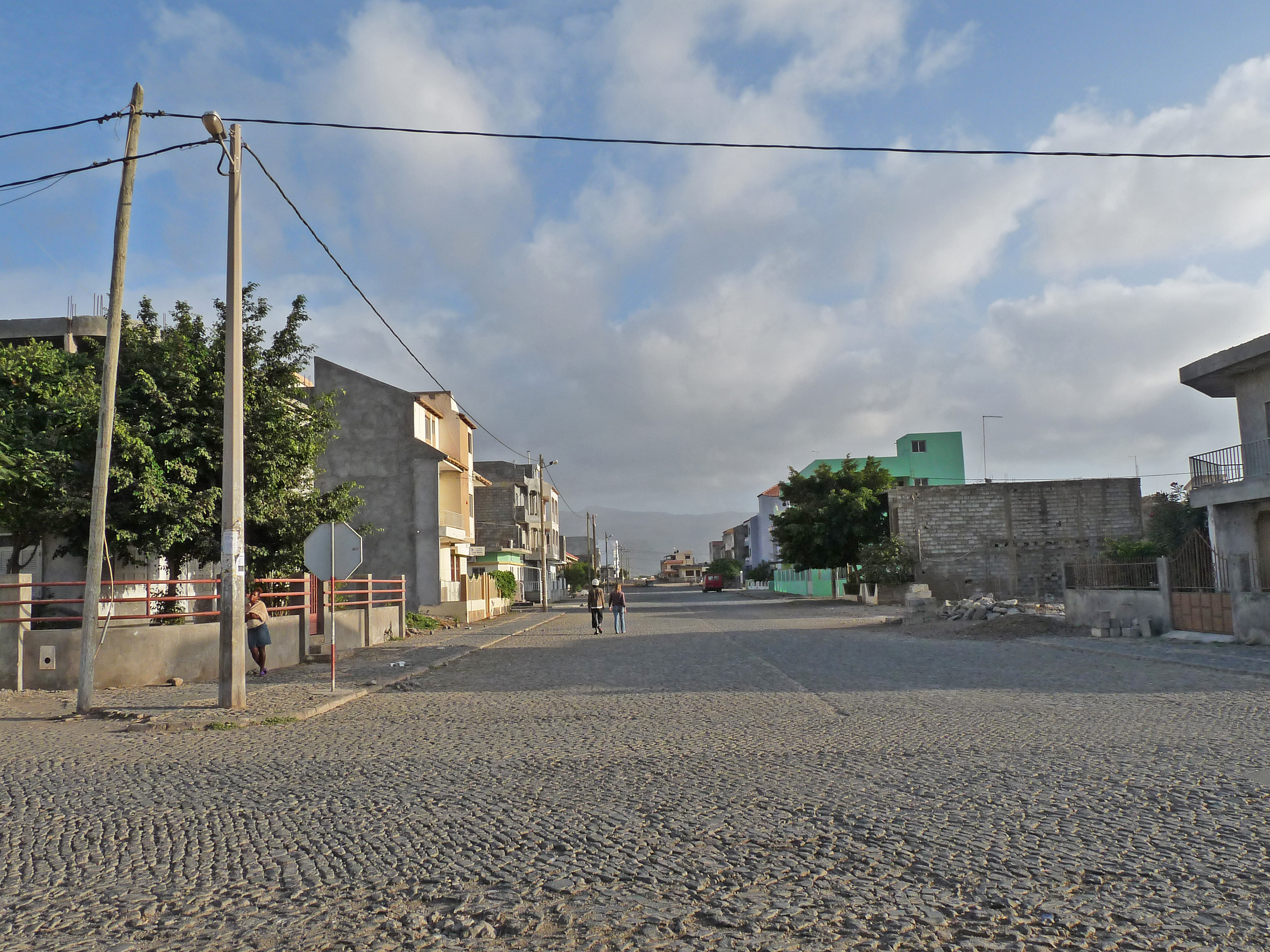
Avenue à l'extrémité de la EN1-ST01 à Tarrafal.

- Praia
- São Domingos
- Assomada
- Tarrafal